# Gonzalo Drago
Gonzalo Drago Gac (San Fernando, 31 de diciembre de 1906 - Santiago de Chile, 24 de junio de 1994) fue un escritor y crítico literario chileno. Destacó por sus obras literarias caracterizadas por «una profunda preocupación por los sectores más postergados del país». Fue galardonado en 1970 con el Premio Municipal de Literatura de Santiago en la categoría novela.

## Biografía
Hijo de Marcial Drago Ramírez y Rosa Gac, Gonzalo Drago no finalizó sus estudios formales, debido en gran medida a las recurrentes migraciones de su familia por distintos lugares de Chile. Tempranamente tuvo que ejercer diversos oficios. Fue empleado en el resguardo aduanero de Arica, en el Ferrocarril Trasandino, y luego en Duncan Fox.
En 1928 llegó a Rancagua, donde trabajó para la Braden Copper Company, en aquel entonces propietaria de la mina El Teniente. Allí colaboró con crónicas y poemas para el periódico La Semana. En 1934 fue fundador, junto a escritores y periodistas como Óscar Castro, Óscar Vila y Félix Miranda del grupo literario Los inútiles. En 1958 se incorporó como columnista de El Rancagüino, periódico sucesor de La Semana donde también colaboraba Baltazar Castro. Desde 1944 colaboraba en La Voz de Colchagua y desde 1952 en La Región, ambos periódicos de su ciudad natal.
Suele incluírsele en la llamada Generación Literaria de 1938, que agrupó a más de un centenar de autores y cuya figura central fue Nicomedes Guzmán. En 1941 publicó su primer libro, la recopilación de cuentos Cobre, que fue elogiada por Ricardo Latcham. De ella, «se puede decir que es una mirada profunda al esforzado mundo del minero; a la lucha del hombre contra los elementos; y al desencanto del hombre de la mina por las injusticias de sus patrones». Dos años más tarde salió su poemario Flauta de caña, prologado por su amigo Óscar Castro. En 1946 vio la luz Una casa junto al río, su segundo volumen de relatos acompañado de una novela breve que da nombre al libro. En esta última, «a través del sentimiento de solidaridad del narrador hacia los desposeídos se denuncia la marginalida del hombre y se da cuenta de la indiferencia social de su época».
Surcos su tercer cuentario, sale en 1948, es un conjunto relatos campesinos de la zona central de Chile. Tres años más tarde publica su primera novela, El purgatorio, que, aunque premiada por la Sociedad de Escritores de Chile, «no fue bien recibida por la crítica de la época debido a lo polémico de su argumento: las durezas del servicio militar».
El principal galardón, Premio Municipal de Literatura de Santiago, Drago lo obtuvo por su segunda novela, La esperanza no se extingue.

## Obras
- Cobre. Cuentos mineros, El Esfuerzo, Santiago, 1941; contiene diecisiete relatos:
  - «Zona seca», «El derrumbe», «La Lola», «Liberación», «Sed», «Polilla», «Camaradas», «Justicia», «El túnel», «Tierras nuevas», «Mister Lewis», «Bachicha», «Mister Jara», «Destino», «La huelga», «Cobre» y «Explotados»; libro descargable gratuita y legalmente desde el portal Memoria Chilena
- Flauta de caña, poesía, prólogo de Óscar Castro; Editorial Talami, Santiago, 1943
- Una casa junto al río, cuentos y una novela breve, Ediciones Cultura, Santiago, 1946
- Surcos, cuentos campesinos, prólogo de Luis Durand; Talami, Santiago, 1948; descargable gratuita y legalmente desde el portal Memoria Chilena
- El Purgatorio, novela, Nascimento, Santiago, 1951
- Tres versiones de Chile Central, cuentos reunidos, 1959
- Poesía joven de Colchagua, ensayo y antología, 1961
- Prólogo de Vendimia interior, poemario de Joel Marambio Páez, 1962
- Cuentos escogidos, 1965
- La esperanza no se extingue, novela, Nascimento, Santiago, 1969
- Óscar Castro: hombre y poeta. Epistolario, ensayo, Editorial Orbe, Santiago, 1973; descargable gratuita y legalmente desde el portal Memoria Chilena
- Míster Jara, cuentos, Quimantú, Santiago, 1973; descargable gratuita y legalmente desde el portal Memoria Chilena
- Los muros perforados (Papá Fisco), novela, 1981
- Romances de don Quijote, pequeña edición de veinte ejemplares firmados, 1982
- Osvaldo Godoy Cornejo: vida y obra de un gremialista, ensayo, Viña del Mar, 1984

## Premios y reconocimientos
- Premio en el concurso de novela de la Sociedad de Escritores de Chile 1952 por El purgatorio
- San Fernando, su ciudad natal, lo declara Hijo Ilustre (1960)
- Premio Municipal de Literatura de Santiago 1970, categoría novela, por La esperanza no se extingue